# NGC 6365
NGC 6365 est une paire de galaxies spirales constituée de PGC 60174 au sud et de PGC 60171 au nord. Cette paire est située dans la constellation du Dragon. Ces deux galaxies sont aussi désignées respectivement par la base de données NASA/IPAC comme NGC 6365A et NGC 6365B. Cette paire de galaxies a été découverte  par l'astronome allemand Lewis Swift en 1884.

## NGC 6365 : paire de galaxies

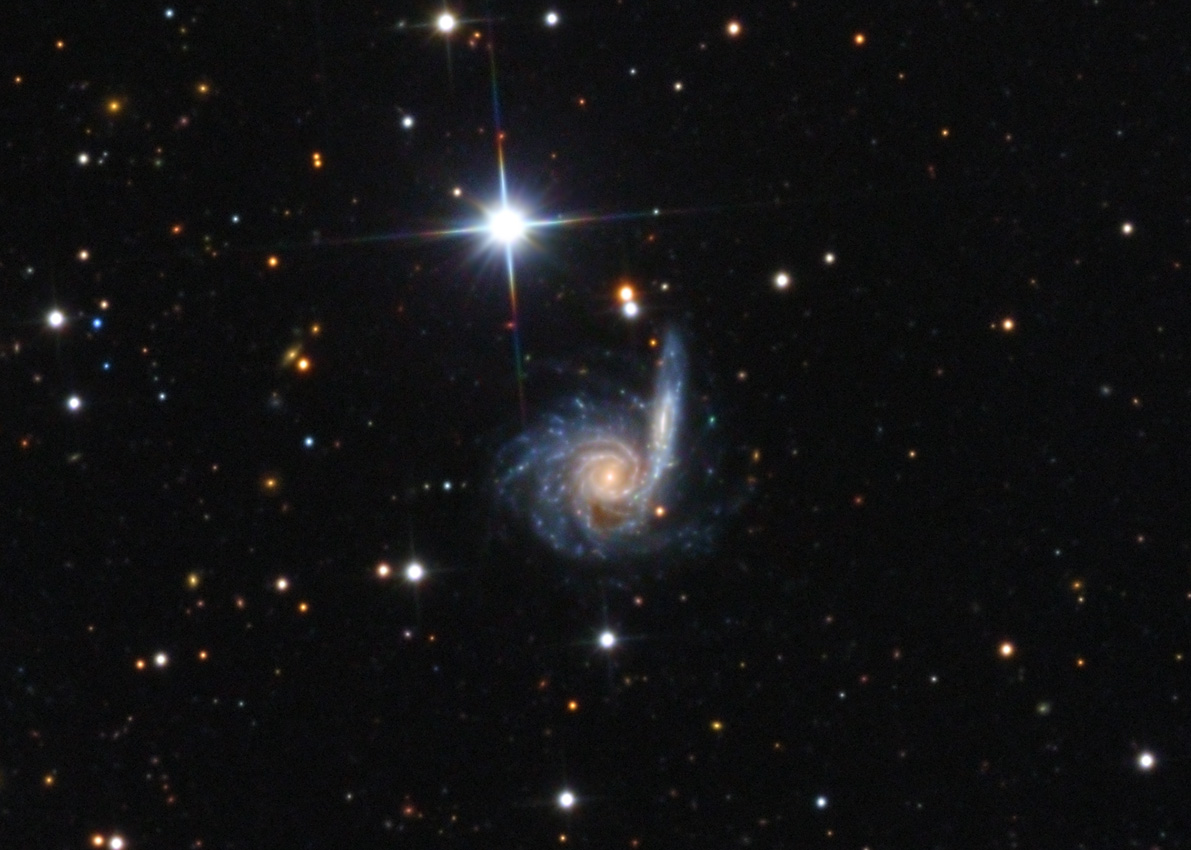
La paire de galaxies NGC 6365 par le télescope de l'observatoire du mont Lemmon.

## La galaxie NGC 6365A
Toutes les sources consultées s'entendent sur sa classification, il s'agit d'une galaxie spirale barrée. Ses coordonnées sont 17h 22m 43,8s et 62° 09′ 57.9″. Sa vitesse par rapport au fond diffus cosmologique est de 8 413 ± 4 km/s, ce qui correspond à une distance de Hubble de 124,1 ± 8,7 Mpc (∼405 millions d'al).
La classe de luminosité de NGC 6365A est III-IV et elle présente une large raie HI. C'est une galaxie active (AGN) de type Seyfert 2.
En raison d'une brillance de surface égale à 14,00 mag/am2, on peut qualifier NGC 6365A de galaxie à faible brillance de surface (LSB en anglais pour low surface brightness). Les galaxies LSB sont des galaxies diffuses (D) avec une brillance de surface inférieure de moins d'une magnitude à celle du ciel nocturne ambiant.
À ce jour, près d'une quinzaine de mesures non basées sur le décalage vers le rouge (redshift) donnent une distance de 111,469 ± 31,088 Mpc (∼364 millions d'al), ce qui est à l'intérieur des valeurs de la distance de Hubble.

### Supernova
La supernova SN 2003U a été découverte dans NGC 6365A le 27 janvier 2003 par l'astronome amateur britannique Tom Boles. Cette supernova était de type Ia.

## La galaxie NGC 6365B
Toutes les sources consultées s'accordent aussi sur sa nature, il s'agit d'une galaxie spirale. Cependant, la base de données NASA/IPAC et le professeur Seligman indiquent qu'elle est de type magellanique. Ses coordonnées sont 17h 22m 43,5s et 62° 10′ 25.4″. Sa vitesse par rapport au fond diffus cosmologique est de 7 975 ± 4 km/s, ce qui correspond à une distance de Hubble de 117,6 ± 8,2 Mpc (∼384 millions d'al).
La classe de luminosité de NGC 6365B est IV-V et elle présente une large raie HI. Elle renferme également des régions d'hydrogène ionisé.

## Galaxies en interaction?
Cette paire figure dans l'atlas des galaxies particulières de Halton Arp sous la désignation Arp 30. Arp décrit NGC 6365 comme une galaxie spirale avec un bras surdéveloppé, mais c'est faux. Sur l'image utilisée par Arp, PGC 60171 (NGC 6365B) semble faire partie de PGC 60174 et ne faire qu'une galaxie. Mais, il s'agit en réalité de deux galaxies distinctes.
Selon les mesures basées sur le décalage vers le rouge, NGC 6365A est la galaxie la plus éloignée. Cependant, vu les incertitudes des mesures, NGC 6365 B pourrait bien être la galaxie la plus éloignée. L'image prise par le télescope de l'observatoire du Mont Lemmon ne permet pas de trancher. On ne trouve aucune publication qui ne soit que spéculative au sujet de leur position et aussi au sujet de leur interaction.